# Rhinocypha sanguinolenta
Rhinocypha sanguinolenta là loài chuồn chuồn trong họ Chlorocyphidae. Loài này được Lieftinck mô tả khoa học đầu tiên năm 1961.